# Setodes pallidus
Setodes pallidus är en nattsländeart som beskrevs av Douglas E. Kimmins 1963. Setodes pallidus ingår i släktet Setodes och familjen långhornssländor. Inga underarter finns listade i Catalogue of Life.